# Tân Lập, Vũ Thư
Tân Lập là một xã cũ thuộc huyện Vũ Thư, tỉnh Thái Bình, Việt Nam.
Theo Nghị quyết số 1666/NQ-UBTVQH15 ra tháng 6 năm 2025, sáp nhập tỉnh Thái Bình vào tỉnh Hưng Yên, giải thể đơn vị hành chính cấp huyện là Vũ Thư và hợp nhất Bách Thuận với hai xã Tân Lập và Tự Tân để trở thành xã Tân Thuận thuộc tình Hưng Yên với trụ sở UBND đóng tại xã Tự Tân cũ.

## Địa lý
Xã Tân Lập nằm ở phía tây huyện Vũ Thư. Địa giới như sau:
- Phía bắc giáp xã Dũng Nghĩa, huyện Vũ Thư.
- Phía đông giáp các xã Tam Quang và Tự Tân, huyện Vũ Thư.
- Phía nam giáp xã Điền Xá, huyện Nam Trực, tỉnh Nam Định.
- Phía tây giáp xã Bách Thuận, huyện Vũ Thư, Thái Bình và xã Mỹ Tân, huyện Mỹ Lộc, Nam Định.

Xã Tân Lập nằm trên quốc lộ 10 nối liền với Nam Định qua cầu Tân Đệ là đầu mối giao thông thuận lợi để phát triển kinh tế,giao lưu văn hóa - xã hội của tỉnh.